# Egger Vilmos
Egger Vilmos (eredetileg Wilhelm Egger) (Staad, Sankt Gallen kanton, 1792. május 13. – Pest, 1830. november 2.) svájci születésű festő, Magyarország első hivatásos tornatanítója.

## Életpályája
Szegény családban született Sankt Gallen kantonban lévő Staadban. Johann Heinrich Pestalozzi iskolájában tanult -  ez későbbi pedagógiai pályafutását is nagyban meghatározta. Később Yverdonban tanított Pestalozzi segédtanítójaként. Rajzot, zenét, éneket, testnevelést tanított és itt kezdett el festeni is. Két évig Itáliában volt magántanár, festői munkái itt kapták a legtöbb inspirációt. 1812-ben egy korábbi yverdoni tanítványa, Váradi Szabó János meghívására Magyarországra jött. Először házitanító volt a Vay családnál, 1816-ban velük együtt költözött Pestre. Itt tanulta meg az olajfestészet technikáját, elsősorban a portréképeket szeretett alkotni. Schedius Lajossal kötött ismeretsége révén lett a pesti evangélikus iskola rajz- és tornatanára. Pedagógiájában a Pestalozzitól tanult elveket gyakorolta. 1819-ben nyitotta meg nyilvános „testgyakoroldáját”, ezzel a hazai tornasport megalapítójaként tarthatjuk őt számon. Ez az intézmény három évig működött. 
Halálának évéig, 1830-ig tanított az iskolában, de közben portréfestőként is dolgozott. Arcképet festett többek között Báthory Gábor református püspökről, az iskola számos tanáráról, I. Ferenc császár képmása (1824) és Bene Ferenc orvostanár mellképe (1825) később a Magyar Történelmi Múzeumba került. A pesti első nyilvános képzőművészeti kiállításra 1830-ban ő kapott megbízást, hogy a termeket perspektivikus képekkel díszítse. 
Tervében volt, hogy Brunszvik Teréznek segítve részt vesz egy Sopronba tervezett tanítóképző felállításán, de erre halála miatt már nem került sor. Tüdősorvadásban halt meg 38 éves korában.